# Carvalhal Meão
Carvalhal Meão is een plaats (freguesia) in de Portugese gemeente Guarda en telt 67 inwoners (2001).